# Музика Боснії і Герцеговини

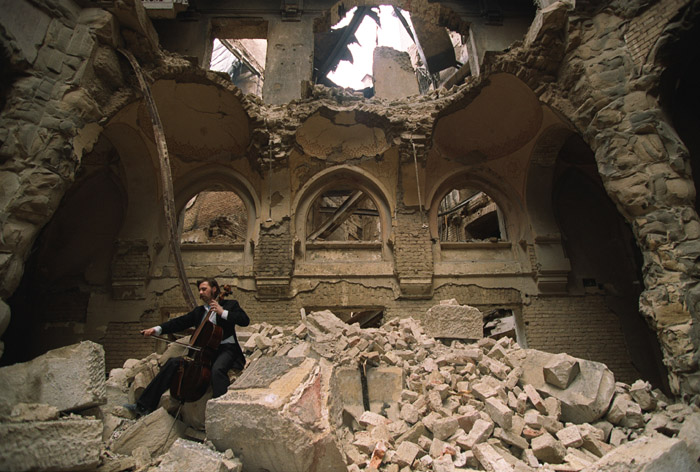
Боснійська музика невмируща, попри буремну минувшину країни

Боснія і Герцеговина входить до кола країн, де музика має давню культурну традицію, яка плекається і нині.
Народна музика Боснії та Герцеговини — це суміш різних балканських впливів, в якій поєднуються різні мотиви та жанри.
Значний вплив на традиції боснійсько-герцеговинської народної музики справила східна ісламська цивілізація упродовж османського панування, коли ісламський орієнталізм змішався із середньовічною боснійською традицією. Процес акультурації тривав майже чотири століття, а його сліди чітко проглядають і сьогодні в різноманітних формах вираження народної музики.
Це, перш за все, стосується використання деяких видів духових і струнних інструментів з довгою шиєю у вигляді лютні, відомих у народі під загальною назвою «тамбура». Відомі і пісні, співані під одночасне обертання тепсії, весільні пісні, пов'язані з мусульманським сватанням молодої, міські любовні пісні «севдалінки», «сефардські романси» мовою ладіно, а також мелодійно-поетичні різновиди ісламської, католицької та православної духовної музики.
У період австро-угорського правління на східний спосіб життя наклався відбиток європейського духу західної цивілізації. Поряд із народною музикою останніми десятиріччями у Боснії і Герцеговині розвиваються нові музичні жанри (поп, шлягерна музика, шансон, джаз, рок-н-рол , важкий метал, гіп-гоп, хауз, техно тощо). Музику в БіГ можна розділити на кілька категорій.

## Традиційна народна музика

### Севдалінка
Севдалінка — це традиційна боснійська пісня і оберіг боснійського культурного середовища. Виникла в часи Османської імперії, коли у босняків зі східним способом життя і ісламом виробилася і чітка характеристика статей. У цьому оточенні створюються перші севдалінки — любовні пісні, здебільшого з меланхолійними, сумовитими чи задумливими мотивами (sevdah = кохання). З часом севдалінки стали піснями, в яких невідомі народні піснярі торкаються і важливих історичних подій або й моментів із боснійського повсякдення. Севдалінки як текстово-музичний жанр спочатку не записувалися, а передавалися від покоління до покоління і, отже, могли мати два чи більше текстових варіантів однієї пісні. Їх співали майже у всіх поважних випадках, а пригравали часто на таких народних інструментах як саз та/або шаргія.
З усіх виконавців народних пісень у Боснії і Герцеговині найбільше вирізняються інтерпретатори традиційних міських пісень про кохання (севдалінок), які зростали під крильцем колишнього ансамблю музичної програми радіо і телебачення Сараєва. Через радіохвилі зажили великої слави в колишній Югославії такі майстри севдалінки, як Заїм Імамович, Сафет Ісович, Нада Мамула, Беба Селімович, Зехра Деович, Неджад Салкович, а сьогодні звуки севдалінки розносять світом такі дуже успішні ансамблі, як-от «Mostar Sevdah Reunion», а також Ядранка Стоякович і Неджад Імамович.

### Ґанґа
Ґанґа — це манера співу, яка виникла в сільських районах Боснії та Герцеговини, Хорватії та Чорногорії. Найчастіше так співають у Герцеговині та Далмації, але цей вид співу можна почути і в Ліці, Карловці та сільських місцевостях Західної Чорногорії. Ганга — це наспів, один зі способів, яким співають традиційні народні пісні в Герцеговині. Це вид мелодії, яку виводить один зі співаків, а всі інші потужними голосами підтримують пісню. Всі традиційні пісні з Герцеговини та й не тільки класифікуються терміном «ґанґа», хоча й співаються інакшим чином.

За словами доктора Йово Радоша: 
|  | Краса і чарівність пісні «ґанґа» в тому, що її важко збагнути «ззовні», вона може бути зрозумілою тільки «зсередини», шляхом таємничого метафізичного зв'язку з предками. В ній розкривається недоторканна свобода, вираз якій дано у громовій гучності пісні. |

У Груде проводиться Ґанґовий фестиваль (босн. Ganga fest), який збирає численні гурти виконавців цього стилю з Герцеговини та району Імотського.

### Тепсіяння
Це музичне явище у Боснії та Герцеговині належить до балканського фольклору. Являє собою старомодний спосіб співати народні пісні під час обертання дрібної мідної тепсії, яка ставиться вертикально на приземкуватий круглий стіл (софра, сінія) або на підлогу, після чого правою рукою завдається сильний поштовх, а потім просто легкими рухами підтримується вертіння. Задля ритмічного дзвону на руку, навколо якої обертається така жаровня, надівають по кілька перснів або зв'язку ключів. Виконує це дівчина або молодша жінка, хоча іноді це робили й чоловіки. Співає дівчина, яка вертить тепсію, або її подруга, але пісню може виконувати і кілька дівчат. Зазвичай так співають у Боснії і Герцеговині, Санджаку, Чорногорії, Косові і Сербії. У мусульманського населення БіГ тепсіяння проводиться на весіллях і під час обрізання, а православне населення у Боснії і Герцеговині, Сербії та Чорногорії — на славах, сімейних вечірніх посиденьках, хрестинах, і восени після осінніх польових робіт. Попри те, що звичай прийшов разом із турками, його прийняла більшість народів Балкан.

### Сефардська музика
Сефардська музика постала як сплав іспанської традиції, яку євреї як культурну спадщину понесли з собою під час переслідувань XV століття, та орієнтальних впливів тих земель, на яких вони оселилися. Вона характеризується мелодійністю, красою і самобутньою поезією мовою ладіно як її основою, а сефардські романси займають важливе місце у музичній традиції боснійських міст. Прихід Австро-Угорщини і ашкеназі у Боснію і Герцеговину приніс із собою цілу низку впливів на культуру цієї країни — від музики через архітектуру і до самого укладу життя. У музиці це особливо помітно на прикладі використання нових музичних інструментів, таких як кларнет, акордеон, скрипка тощо. Це знайшло своє відображення у згаданій музиці, яка є частиною співіснування культур і традицій, що переплітаються, творячи одне нове культурне надбання. Одним із відомих зразків цього культурного сплетіння є пісня «Kad ja pođoh na Bembašu», де на стару сефардську мелодію чудово наклався текст місцевою мовою. У країні залишилося зовсім небагато носіїв цієї усної традиції пісень ладіно, а однією з найвідоміших є Флорі Ягода, яка нині живе у США. Ця, насправді, уродженка Сараєва — найвідоміша у світі авторка обробок сефардських романсів мовою ладіно. Флорі Ягода багаторазово відзначена преміями, а 2002 року одержала почесну відзнаку «National Heritage Fellowship», яку присудив американський Національний фонд підтримки мистецтв за її прихильність справі передачі традицій музики ладіно. Вона також виступала на концерті в рамках сараєвського літнього фестивалю «Baščaršijske noći».

У зв'язку зі святкуванням 450-річчя від часу приходу євреїв-сефардів у БіГ Посольство Королівства Іспанії в Боснії і Герцеговині влаштувало в сараєвській мерії концерт однієї з провідних іспанських співачок Мари Аранди, яка позиціонує себе як вправну виконавицю сефардської музики. За її словами: 
|  | Суть сефардської музики це розповідь про душу, про почуття, які спізнає кожна людина. У віршах розповідаються позитивні та сумні події, народження дитини, одруження та навіть і смерть. Незалежно від національності чи віросповідання, кожен пізнає суть цієї музики. |

У цьому виді музики у Боснії і Герцеговині відзначився Атілла Аксой із Мостара, який роками виступає як продюсер, композитор, гітарист, барабанщик, гравець на сазі і співак, але також відомий і як борець за збереження сефардської музики і мови ладіно в цій країні. З 2008 року разом із Владимиром Мичковичем у дуеті «Аркул» пропагує сефардські пісні, представлені громадськості в їхніх альбомах «L'Amor» та «Il Bastidor».

## Народна музика в Боснії та Герцеговині після 1945 року
У складі післявоєнної Югославії Боснія і Герцеговина була покрита мережею державних самодіяльних музичних колективів під назвою «культурно-мистецькі товариства» (сербохорв. Kulturno-Umjetnička Društva, KUD), які грали традиційну боснійську музику та випустили кілька грамплатівок під місцевими лейблами звукозапису.
У 1970-ті роки музичний ландшафт Боснії і Герцеговини все ще залишався під впливом т. зв. народної музики, яку виконували на акордеоні і нерідко великі ансамблі та яка побутувала головним чином серед сільської і менш освіченої частини населення країни. Народні пісні первісно рівнялися на севдалінку, яка була своєрідною родоначальницею, але з комерціалізацією такого роду музики і появою турбо-фолку із Сербії народна музика неминуче зазнала знецінення. Народну музику можна поділити на дві категорії.
Народна музика або просто фолк (англ. folk «народ, простолюд») — назва музичного жанру, який з'явився у Боснії в 1970-х і значно поширився протягом наступних 20 років, повністю завойовуючи музичну сцену. Це своєрідний вид так званої народної музики, яка все ще активно спиралася на традиційну севдалінку. Автори музики були відомими іменами вітчизняної музичної сцени, а тексти пісень, як і в севдалінці були здебільшого про кохання або любов до великої чи малої батьківщини, в яких оспівувалася Боснія і життя її міст. Пісні виконували великі ансамблі народних інструментів, де головну роль відігравав акордеон. Слухаючи сьогодні ті перші пісні народної музики «фолк» з 1970-х років, створюється враження, що це класичний (народний) шансон, де автор і виконавець подбали про кожну деталь: від музики, текстів пісень і аранжування через вибір ансамблю і вокалу до манери виконання співаком. Розквіту і загальному визнанню народної музики в суспільстві сприяла не тільки музична індустрія зі студією грамзапису «SarajevoDisk» на чолі, а й місцеві фестивалі народної музики в Іліджі і Вогощі та програми радіо і телебачення Сараєво з такими передачами як «U đul-bašči», «Filigran» тощо. Народна і традиційна музика, з якою у парі йшов і танцювальний фольклор, забарвлений різними етно-мотивами балканської і східної музики, зробили боснійську музичну сцену ще більш різноманітною і унікальною. Першорядними співаками в жанрі народної і так званої фолк-музики сьогодні є Халід Бешлич, Харіс Джинович, Ханка Палдум, Фахрета Яхич, вона ж Лепа Брена та інші, які здобули велику популярністю не тільки в БіГ, а й у країнах регіону.

### Турбо-фолк
Серйозні музичні критики називають появу турбо-фолку як виникнення загальнонаціонального музичного кіча походженням із Сербії. Цей виразно комерційний вид музики через загальну кризу перехідних суспільств від Хорватії через Боснію, Сербію до Македонії поширився і в такі середовища людей, де за нормальних громадянських умов таку музику б не слухали. Турбо-фолк — це музика сірої маси слухачів, які з балканськими війнами втратили всяку ілюзію та надії на життя, яке, приміром, вели їхні батьки в часи соціалістичної Югославії, коли міські слухачі орієнтувалися на серйозну музику або фестивалі Санремо та Євробачення. Турбо-фолк у музичний спосіб унаочнює систему спотворених цінностей у Південно-Східній Європі. Представники цього напряму в Боснії та Герцеговині: Шемса Сулякович, Ферид Авдич, Кемал Маловчич, Асім Байрич та інші.

### Молоді виконавці севдалінки
У післявоєнну добу виникла потреба у відродженні зникомих традицій. Традиційна боснійська пісня «севдалінка», безумовно, є однією з традицій, яка в жодному разі не повинна втрачатися в умовах стрімкої переоцінки цінностей. За це потурбувалися любителі та музиканти цього музичного напряму молодшого покоління, які нерідко привносять у цю традицію новий, свіжий струмінь. Нові представники цієї течії за збереження севдалінки: Аміра Медунянин, Дамір Імамович, Ваня Мухович і Діванхана.

## Розважальна музика
За колишньої Югославії, особливо в 1960-х, 1970-х і 1980-х роках, популярна музика була музикою середнього класу боснійського суспільства, а також нових верств інтелектуалів, які хотіли збутися «хуторянства і відсталості». Любителі цієї музики жили здебільшого у великих містах держави, а Сараєво на карті музично-розважальних подій Югославії мало таку саму вагу, як Спліт, Загреб і Белград.
Поп-музика на сценах БіГ почувалася досить ніяково, а причина полягала в тому, що їй не вистачало музичної інфраструктури, а також державного радіо і телебачення, місцевих радіостанцій, вітчизняних фестивалів, музичних журналів і звукозаписувальних фірм. Зі створенням цього середовища, складовими якого були сараєвське радіо і телебачення, студії звукозапису «Diskoton» і «Sarajevodisk», фестивалі, як-от «Vašeg šlagera sezone» та музичний журнал «Ven», проклали шлях до швидшого розвитку популярної музики у Боснії і Герцеговині. Сараєво стало музичним центром, з якого вийшли у світ поп-зірки і відомі естрадні хіти.
Найзначнішими представниками серед солістів є Сабахудін Курт, Махір Палош, Даворін Попович, Кемал Монтено, Здравко Чолич, Ядранка Стоякович, Неда Украден, Желько Бебек, Младен Воїчич Тіфа, Ален Ісламович, Діно Мерлін, Ісмета Крваваць, Ясна Госпич, Ерін Цокоя, Злата Авдич Хенда, а також Аміла Гламочак, Алма Чарджич, Мія Мартіна, Ігор Вукоєвич, Борис Режак, Al Dino, Тінка Мілінович та Rezonansa, Kamen na kamen, Mirzino jato, Konvoj, Erogene Zone, Фуад Бацкович та ін.
Із Боснії та Герцеговини походять Драган Стойнич, Ібриця Юсич, Крунослав Слабинаць, Бісера Велетанлич, Сенка Велетанлич, Іво Фабіян, Борис Новколич, Іван Микулич, Романа, «Feminnem», Ружиця Чавич.
Як у колишній Югославії, так і сьогодні Боснія і Герцеговина вирізняється низкою дуже успішних поп- і рок-гуртів, серед яких найпопулярніші: «Індексі», «Bijelo Dugme», «Ambasadori», «Teška Industrija», «Plavi Orkestar», «Crvena Jabuka», «Zabranjeno Pušenje», «Divlje Jagode», Діно Мерлін, «Hari Mata Hari» та інші.

## Міська музика
Боснія і Герцеговина є однією з перших країн альтернативної та міської культури в регіоні, яка може похвалитися вельми креативною молодіжною сценою. Тут перш за все слід згадати співака гіп-гопу Едіна Осмича, більш відомого як Едо Маайка, чия слава виходить за межі Балкан. Серед інших важливих МС: Frenkie, Sani, Mayer, Hamaz, Billy та гурти «Мученицька група», «Дисциплінарна комісія» тощо.

## Панк
Представник цього музичного напряму в Боснії і Герцеговині — гурт «Офсайд».

## Важкий метал
Важкий метал був на піку популярності в 1980-х. Представником є гурт «Формула 4».

### Прогресивний метал
Прогресивний метал — це більш інтенсивна версія прогресивного року, який характеризується використання складних композиційних структур, непарних ритмів і віртуозною інструментальної грою. Високий рівень музичної майстерності часто поєднується зі співом, який набуває форми оповіді, що часто обертається довжелезністю пісень і концептуальними альбомами. Через ці фактори прогресивний метал рідко звучить на стандартних радіостанціях і телеканалах.

### Нойз
У Боснії і Герцеговині деякі гурти досягли цікавого і завидного рівня у цьому стилі, а саме: «New faraday collision», «Temple Texas», «Viktor Liebezeit», «Idlness Distribution», «Dlake», «Vuneny», «Rupa u zidu», «Damir Avdić-Diplomatz», «Caviar spectator trio», «Luxusmahr», «SCH». З 2002 по 2006 рік у Сараєві  діяло некомерційне видавництво «Casasaur», що головним чином спеціалізувалося на нойзі Сараєва.